# Спліт язика

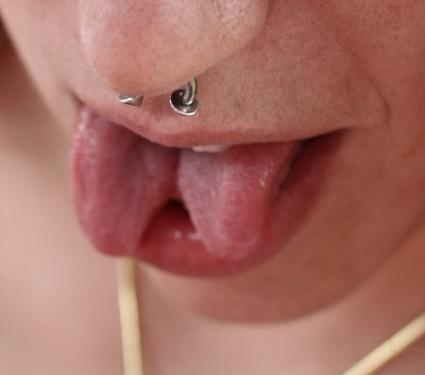
Спліт язика

Спліт язика (англ. Tongue splitting) — розрізання язика, один з видів модифікації людського тіла.

## Операція
Язик розрізається скальпелем від кінчика до середини. Після того, як розріз загоюється, у людини залишається роздвоєний, як у змії, язик. Операція з розрізання язика складна і робиться, як правило, під анестезією. Спліт язика може робити тільки професіонал: у язиці проходять дві великі артерії (A lingualis, a. Profunda linguae), пошкодження однієї з них веде до рясної кровотечі, можливий смертельний випадок.

#### Загоєння
У середньому період загоєння складає близько трьох тижнів.

## Історія
У мая розсічення язика було знаком священного підпорядкування богам; навіть сьогодні ритуальна перфорація щік в Індії і особливо в Індонезії показує все ту ж відданість божественним силам.У сучасному світі спліт язика набув популярності в 1990-х роках серед прихильників бодімодифікацій.

## Методи виконання
Хірургічний розріз: Під місцевою анестезією язик розрізають скальпелем або лазером. Краї рани можуть бути зшиті для прискорення загоєння та запобігання зрощенню. 
Метод прижигання: Використовується електрокоагуляція або лазер для одночасного розрізання та припікання тканин, що зменшує кровотечу.
Метод "рибальської волосіні": Поступове затягування нитки через пірсинг у центрі язика, що з часом призводить до розрізання тканин. Цей метод є менш безпечним і може тривати кілька тижнів.

## Загоєння та догляд
Період загоєння триває від 2 до 4 тижнів. 
У перші дні можливі набряк, біль, порушення мови та підвищене слиновиділення.
Рекомендується уникати гострої їжі, алкоголю, куріння та ретельно дотримуватися гігієни порожнини рота.
Можливе часткове зрощення язика, що може вимагати повторної процедури.

## Потенційні ризики
Кровотеча та інфекції.
Пошкодження нервів, що може призвести до втрати чутливості або порушення смаку.
Порушення мови та ковтання.
Утворення рубцевої тканини.

## Мотивація
Прихильники модифікацій тіла, таких як роздвоєння язика, можуть відчувати, що модифікація тіла веде до відчуття сили та збільшенню прав, сприяє зміцненню зв’язків у парі чи групі або емоційному «зціленню» від минулої травми. Прихильникам може просто подобатися зовнішній вигляд, вважаючи його красивим, насолоджуватися новизною чи неперевершеним зовнішнім виглядом, або вірити, що це призводить до посилення відчуттів  під час поцілунку. Виклик самому собі, обряди переходу, зв’язок зі своїм тілом або контроль над ним, встановлення духовного зв’язку чи перевірка меж тіла також є причинами. Як і всі модифікації тіла, його можна використовувати для зв’язку чи ідентифікації з певною групою або для захисту від тих, хто швидко робить упереджені судження на основі зовнішнього вигляду.

## Правовий статус
У деяких країнах, таких як Велика Британія, спліт язика заборонений для виконання немедичними працівниками.
У США законодавство варіюється залежно від штату; деякі штати забороняють використання анестезії немедичними особами під час процедури.
Див. також
- Пірсинг
- Татуювання
- Шрамування

1. ↑  Tongue Splitting More Than Budding Controversy on EthicsDaily.com. web.archive.org. 8 березня 2015. Архів оригіналу за 8 березня 2015. Процитовано 26 січня 2023. [Архівовано 2015-03-08 у Wayback Machine.]